# Glenea pieliana
Glenea pieliana é uma espécie de escaravelho da família Cerambycidae. Foi descrita por Gressitt em 1939.